# Canton de Rouillac
Le canton de Rouillac est une ancienne division administrative française, située dans le département de la Charente et la région Nouvelle-Aquitaine.
C'était le canton le plus étendu de l'arrondissement de Cognac mais, par sa superficie, il n'occupait que le huitième rang dans le département de la Charente.

## Histoire
Le 1er janvier 2008, le canton de Rouillac, qui dépendait précédemment de l'arrondissement d'Angoulême, a été rattaché à celui de Cognac.

## Administration: conseillers généraux de 1833 à 2015
| Période | Période      | Identité                    | Étiquette     | Qualité |
| ------- | ------------ | --------------------------- | ------------- | --- |
| 1833    | 1845         | Joseph Mesnard-Lamongerie   |               | Propriétaire, maire de Bonneville                                                                                            |
| 1845    | 1869         | Léon Plantevigne-Lastier    |               | Avocat, juge de paix du canton de Rouillac Maire de Marcillac-Lanville                                                       |
| 1869    | 1870         | Pierre Baussay              |               | Notaire à Rouillac |
| 1870    | 1874         | Louis Plantevigne           | Républicain   | Propriétaire à Marcillac-Lanville Ancien chef de la "Légion régionale"                                                       |
| 1874    | 1918 (décès) | Athanase Darnal (1845-1918) | Bonapartiste  | Avoué à Angoulême, propriétaire à Bonneville                                                                                 |
| 1918    | 1919         | siège vacant                |               | |
| 1919    | 1940         | Marc Amiaud (1861-1947)     | Rad.          | Médecin Maire de Saint-Cybardeaux                                                                                            |
|         |              |                             |               | |
| 1945    | 1951         | Paul Boismorand (1909-1997) | Rad.-RGR      | Vétérinaire, Genac |
| 1951    | 1955 (décès) | Noël Chollet (1884-1955)    | PPUS          | Docteur vétérinaire à Rouillac                                                                                               |
| 1955    | 1976 (décès) | Henri Lacroix               | Rad. puis MRG | Agriculteur Maire de Sonneville (1939-1976)                                                                                  |
| 1976    | 2001         | Claude Mesnard              | UDF-Rad.      | Maire de Rouillac(1977-1989) Président de la Communauté de Communes du Rouillacais (1992-2012)                               |
| 2001    | 2015         | François Bonneau            | DVD puis UMP  | Adjoint au Maire (1989-2001) puis Conseiller municipal de Rouillac (depuis 2001) Elu en 2015 dans le Canton de Val de Nouère |

## Conseillers d'arrondissement (de 1833 à 1940)
Le canton de Rouillac faisait partie de l'Arrondissement d'Angoulême jusqu'en 1926.
| Période                                  | Période          | Identité                     | Étiquette                                | Qualité |
| ---------------------------------------- | ---------------- | ---------------------------- | ---------------------------------------- | --- |
| 1833                                     | 1845             | François Plantevigne-Lastier |                                          | Ancien percepteur, Président du comice agricole, propriétaire à Marcillac-Lanville                          |
|                                          |                  |                              |                                          | |
| 1848                                     |                  | M. Mesnard-Lamongerie        |                                          | Propriétaire à Bonneville                                                                                   |
|                                          |                  |                              |                                          | |
|                                          | 1876 (démission) | Abel Boisdon                 |                                          | Médecin à Rouillac                                                                                          |
| 1877                                     | 1895             | Nestor Creuzille             | Bonapartiste                             | Maire de Gourville                                                                                          |
| 1895                                     | 1911 (décès)     | Pierre Allineaud (1836-1911) | Républicain                              | Maire de Rouillac (1884-1911)                                                                               |
| 1912                                     | 1919             | Marc Amiaud                  | Républicain-Radical                      | Médecin à Saint-Cybardeaux                                                                                  |
| 1919                                     | 1940             | Henri Chollet                | Bloc des gauches puis Républicain modéré | Propriétaire-agriculteur à Fougears, Rouillac                                                               |
| 1940                                     |                  |                              |                                          | Les conseils d'arrondissement ont été suspendus par la loi du 12 octobre 1940 et n'ont jamais été réactivés |
| Les données manquantes sont à compléter. |                  |                              |                                          | |

Sources : Journal "La Charente" https://gallica.bnf.fr/ark:/12148/cb32740226x/date&rk=21459;2.

## Composition
Le canton de Rouillac comptait seize communes dont la liste est la suivante (selon l'ordre alphabétique) :
- Anville
- Auge-Saint-Médard
- Bignac
- Bonneville
- Courbillac
- Genac
- Gourville
- Marcillac-Lanville
- Mareuil
- Mons
- Montigné
- Plaizac
- Rouillac
- Saint-Cybardeaux
- Sonneville
- Vaux-Rouillac

## Démographie
| 1962  | 1968  | 1975  | 1982  | 1990  | 1999  | 2006  | 2011  | 2012  |
| ----- | ----- | ----- | ----- | ----- | ----- | ----- | ----- | ----- |
| 7 160 | 6 932 | 7 014 | 6 926 | 6 962 | 7 025 | 7 276 | 7 715 | 7 770 |